# 浦安車站 (鳥取縣)
浦安車站（日语：／ Urayasu eki */?）是一由西日本旅客鐵道（JR西日本）所經營的鐵路車站，位於日本東伯郡琴浦町，是JR西日本山陰本線的沿線車站之一，屬於中國統括本部所管轄的範圍。
浦安車站是快速列車鳥取快車（とっとりライナー）的固定停靠車站之一，是所在地琴浦町的主車站。本站在1903年初設時原名八橋，並在1938年時改名為東八橋以配合隔鄰的八橋濱臨時停車場（八橋浜仮停車場）升級改名為「八橋車站」。至於本站今日的現名，則是在1949年時再度修改而來。

## 車站結構
對向式2面2線月台，可進行列車交會的地面車站。1號月台側為站舍，各月台以跨線天橋連絡。

### 月台配置
| 月台 | 路線     | 方向 | 目的地         |
| ---- | -------- | ---- | -------------- |
| 1・2 | 山陰本線 | 上行 | 倉吉、鳥取方向 |
| 1・2 | 山陰本線 | 下行 | 米子、松江方向 |

## 相鄰車站
※快速「鳥取Liner」（此站所有列車停靠）的相鄰停車站參見列車條目。
西日本旅客鐵道
 山陰本線
由良－浦安－八橋

## 外部連結
- JR西日本浦安站 （页面存档备份，存于）（日語）